# Махершала Али
Махершала Али (на английски: Mahershala Ali) роден Махершалалхашбаз Гилмор, е американски актьор и рапър, носител на няколко награди, включително две награди Оскар и Златен глобус. Списание „Тайм“ нарича Али един от 100-те най-влиятелни хора в света през 2019 г.

## Биография
Роден е на 16 февруари 1974 г. в Оукланд, Калифорния.
След като завършва магистърска степен в Нюйоркския университет, започва кариерата си като редовен актьор в телевизионни сериали, като „Среща с Джордан“ (2001 – 2002). Първият му пробив е в режисираната от Дейвид Финчър фантазия „Странният случай с Бенджамин Бътън“ (2008). Той привлича още по-голямо внимание с второстепенната си роля в политическия трилър „Къща от карти“ (2013 – 2019).
Али печели Оскар за най-добър актьор за ролята на Хуан в драматичния филм „Лунна светлина“ (2016), ставайки първият мюсюлмански актьор, спечелил Оскар за актьорско майсторство. Той печели втора награда Оскар и Златен глобус за най-добър второстепенен актьор за образа на Дон Шърли в комедийната драма „Зелената книга“ (2018). Това го прави първият чернокож актьор, който печели две награди на Академията в същата категория.

## Избрана филмография
| година | филм                                 | оригинално заглавие                 | роля               | режисьор                                           |
| ------ | ------------------------------------ | ----------------------------------- | ------------------ | -------------------------------------------------- |
| 2008   | Странният случай с Бенджамин Бътън   | The Curious Case of Benjamin Button | Тизи               | Дейвид Финчър                                      |
| 2010   | Хищници                              | Predators                           | Момбаса            | Нимрол Антал                                       |
| 2012   | Мястото отвъд дърветата              | The Place Beyond the Pines          | Кофи Канкам        | Дерек Сианфранс                                    |
| 2014   | Игрите на глада: Сойка-присмехулка 1 | The Hunger Games: Mockingjay 1      | Богс               | Франсис Лоурънс                                    |
| 2015   | Игрите на глада: Сойка-присмехулка 2 | The Hunger Games: Mockingjay 2      | Богс               | Франсис Лоурънс                                    |
| 2016   | Лунна светлина                       | Moonlight                           | Хуан               | Бари Дженкинс                                      |
| 2016   | Скрити числа                         | Hidden Figures                      |                    | Тиодор Мелфи                                       |
| 2018   | Спайдър-Мен: В Спайди-вселената      | Spider-Man: Into the Spider-Verse   | Арън Дейвис (глас) | екип                                               |
| 2018   | Зелената книга                       | Green Book                          | Дон Ширли          | Питър Фарели                                       |
| 2019   | Алита: Боен ангел                    | Alita: Battle Angel                 |                    | Робърт Родригес                                    |
| 2021   | Вечните                              | Eternals                            | Ерик Брукс / Блейд | Клоуи Жао                                          |
| 2023   | Спайдър-Мен: През Спайди-вселената   | Spider-Man: Across the Spider-Verse | Чичо Арън          | Хоаким Дос Сантос, Кемп Пауърс, Джъстин К. Томпсън |
| 2025   | Джурасик свят: Прераждане            | Jurassic World Rebirth              | Дънкан Кинкейд     | Гарет Едуардс                                      |